# Saison 6 de Bienvenue chez les Huang
 (novembre 2019).
Si vous disposez d'ouvrages ou d'articles de référence ou si vous connaissez des sites web de qualité traitant du thème abordé ici, merci de compléter l'article en donnant les références utiles à sa vérifiabilité et en les liant à la section « Notes et références ».
Chronologie
Saison 5
Cet article présente le guide des épisodes de la sixième et dernière saison de la série télévisée américaine Bienvenue chez les Huang (Fresh Off the Boat).

## Généralités
- Aux États-Unis, la saison est diffusée depuis le 27 septembre 2019 sur le réseau ABC.
- Au Canada, elle est diffusée en simultanée sur CHCH-DT.

## Distribution

### Acteurs principaux
- Randall Park : Louis Huang
- Constance Wu : Jessica Huang
- Hudson Yang (en) : Eddie Huang
- Forrest Wheeler : Emery Huang
- Ian Chen : Evan Huang
- Chelsey Crisp : Honey
- Lucille Soong : Grand-mère Huang
- Ray Wise : Marvin Ellis

### Acteurs récurrents et invités
- Trevor Larcom : Trent
- Evan Hannemann : Dave
- Dash Williams : Brian
- Prophet Bolden : Walter
- Luna Blaise : Nicole
- Ming-Na : Elaine

## Épisodes

### Épisode 1: Petit Evan deviendra grand (Help Unwanted?)
- États-Unis /  Canada : 27 septembre 2019 sur ABC / CHCH-DT

### Épisode 2: En attendant le bug (College)
- États-Unis /  Canada : 4 octobre 2019 sur ABC / CHCH-DT

### Épisode 3: Joyeuse retraite (Grandma's Boys)
- États-Unis /  Canada : 11 octobre 2019 sur ABC / CHCH-DT

### Épisode 4: Belle mère belle fille (SMothered)
- États-Unis /  Canada : 18 octobre 2018 sur ABC / CHCH-DT

### Épisode 5: Hal Louis Ween (HalLOUween)
- États-Unis /  Canada : 25 octobre 2019 sur ABC / CHCH-DT

### Épisode 6: Le nouveau chapitre de ma vie (Chestnut Gardens)
- États-Unis /  Canada : 1er novembre 2019 sur ABC / CHCH-DT

### Épisode 7: Mon père ce super héros (Practicum?!)
- États-Unis /  Canada : 15 novembre 2019 sur ABC / CHCH-DT

### Épisode 8: Toi mère indigne (TMI Too Much Integrity)
- États-Unis /  Canada : 22 novembre 2019 sur ABC / CHCH-DT

### Épisode 9: Louis veut gagner des millions (Lou wants to be a millionnaire)
- États-Unis /  Canada : 29 novembre 2019 sur ABC / CHCH-DT

### Épisode 10: Noël parfait (Jessica Town)
- États-Unis /  Canada : 13 décembre 2019 sur ABC / CHCH-DT

### Épisode 11: Mathlète au carré (A Seat at the Table)
- États-Unis /  Canada : 17 janvier 2020 sur ABC / CHCH-DT

### Épisode 12: Royal Motel (The Magic Motor Inn)
- États-Unis /  Canada : 1er novembre 2019 sur ABC / CHCH-DT

### Épisode 13: Maman et moi(Mommy and Me)
- États-Unis /  Canada : 31 janvier 2020 sur ABC / CHCH-DT

### Épisode 14: L'exp Eddie-Tion (Family Van)
- États-Unis /  Canada : 21 février 2020 sur ABC / CHCH-DT

### Épisode 15: Houston, on a un génie (Commencement)
- États-Unis /  Canada : 21 février 2020 sur ABC / CHCH-DT